# Spijkerschrift

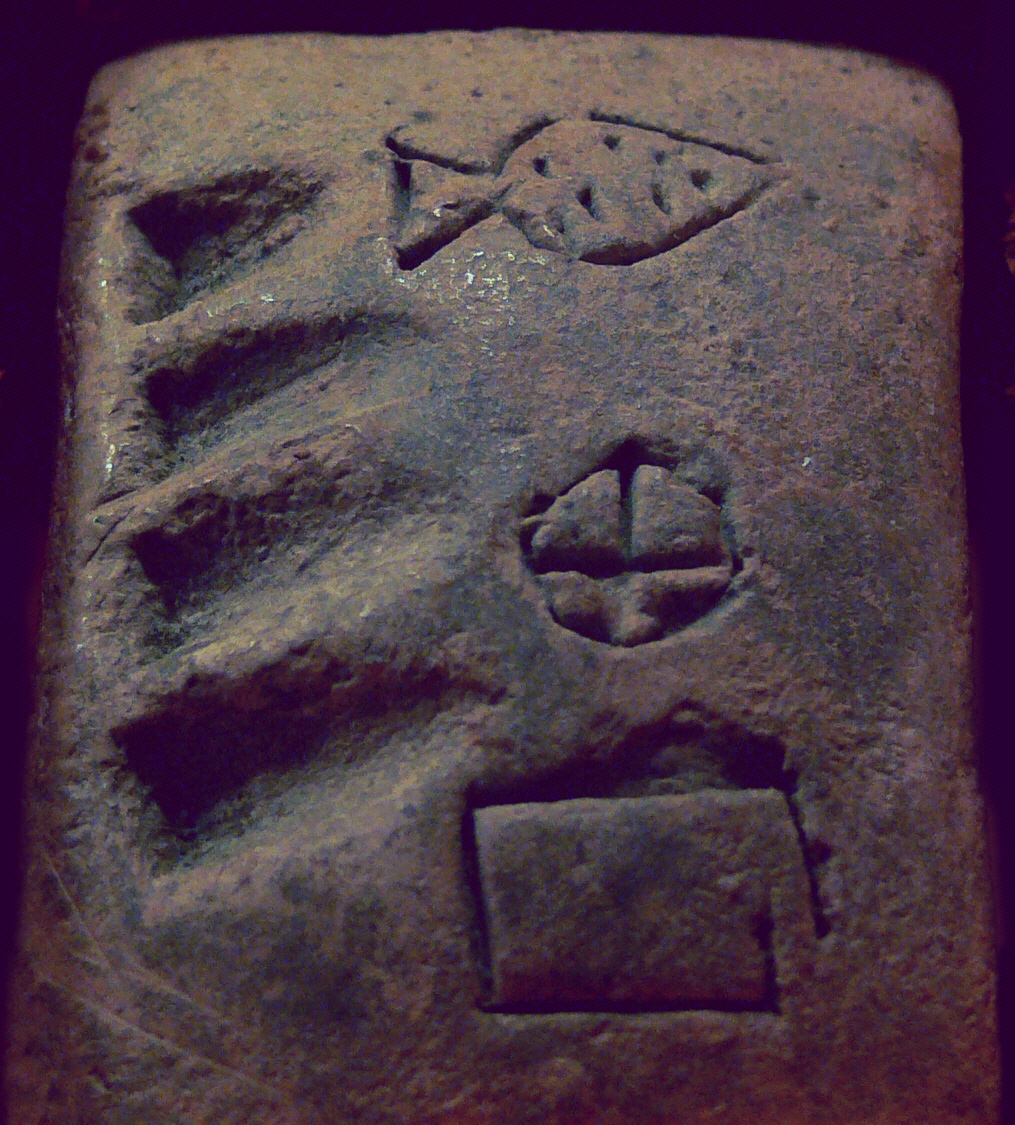
Kleitablet met proto-spijkerschrift (ca. 3200 v.Chr.), Vorderasiatisches Museum, Berlijn

Het spijkerschrift is een schrift dat zich rond 3500 voor Christus ontwikkelde vanuit een protoschrift, het proto-spijkerschrift, in het zuiden van Mesopotamië, in het land van Soemer, in het huidige Irak. Daardoor is het Soemerisch de oudste bewaard gebleven taal van het oude Nabije Oosten. Het spijkerschrift werd geschreven op kleitabletten, waarop men met een rietstengel wig- en spijkervormige inkepingen maakte. Een specifieke combinatie van inkepingen vormt één spijkerschriftteken, ook wel spijker genaamd. Zo'n teken is een simplificatie van een pictogram of een ideogram. Na verloop van tijd waren er 1000 verschillende spijkers in gebruik. Later daalde dit aantal tot zo'n 400.
Het schrift vindt niet alleen in iconische tekens of pictogrammen zijn oorsprong, maar ook in (iconische) voorwerpen (zogenaamde tokens), die ten dele ook de voorlopers zijn van de spijkerschrifttekens.

## Voorgeschiedenis
Het spijkerschrift onderging een taalkundige evolutie. Bij archeologische opgravingen in het Nabije Oosten vonden onderzoekers regelmatig kleivormpjes, 'tokens' genaamd. Ze kwamen al voor in de vroegste agrarische gemeenschappen uit het 8e millennium v.Chr. De creatie van landbouwoverschotten en een veestapel veranderden de manier van handel, waardoor de behoefte aan boekhouding ontstond. Voor alle mogelijke verhandelbare producten ontwierp men verschillende kleivormpjes.

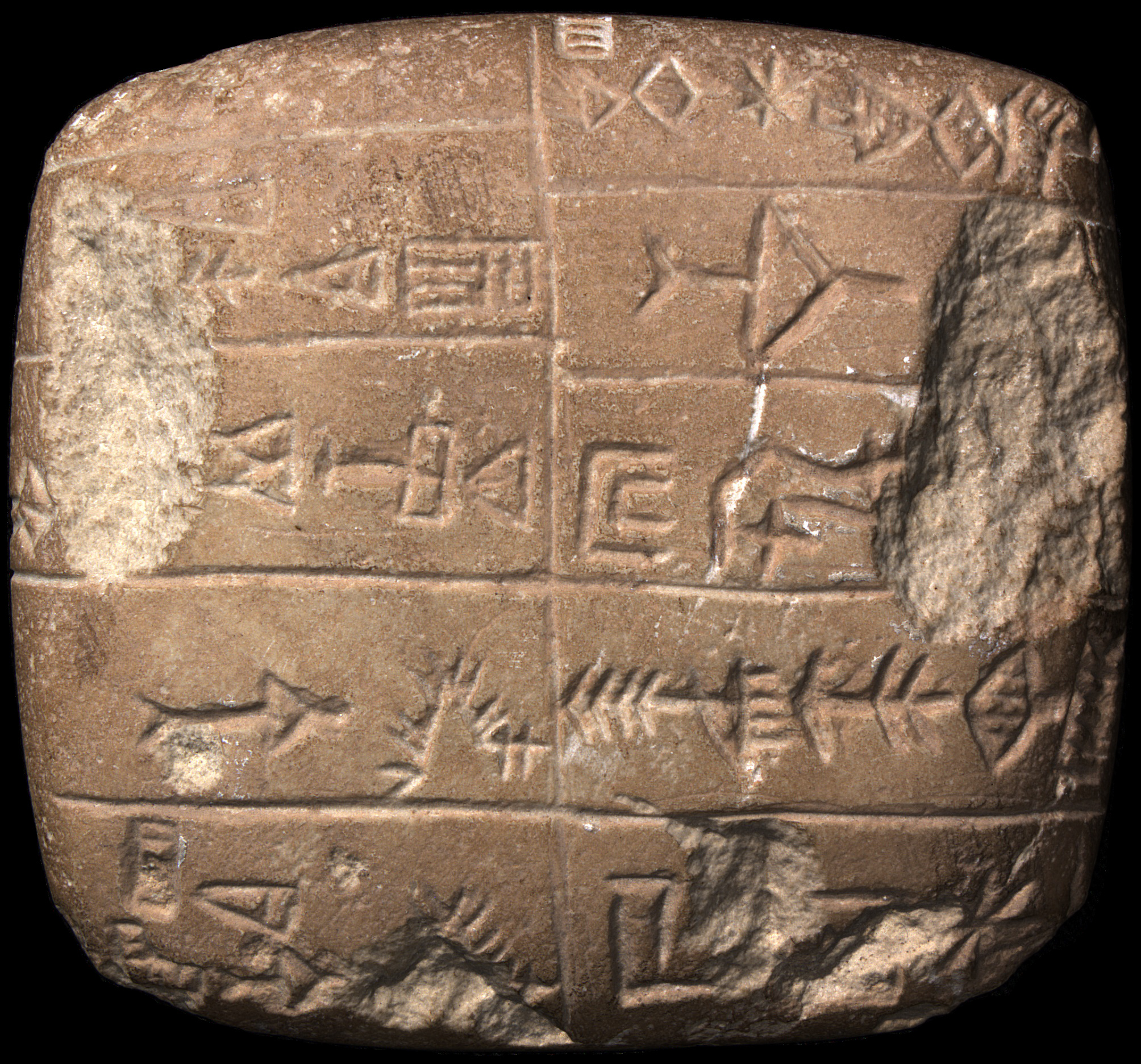
Spijkerschift op een stenen tablet uit het 3de millennium v.Chr., Koninklijke Musea voor Kunst en Geschiedenis, Brussel

Om het aantal verhandelde producten en eventuele tegoeden te kunnen bijhouden, bewaarde men een gelijk aantal tokens van dat product in een recipiënt (zak, pot, bal uit klei of bulle). Dat systeem werkte lang zonder al te grote problemen. Men bedacht zelfs een systeem om fraude te bestrijden. Door de tokens binnen in een bulle te stoppen en het volledige oppervlak van die bulle te verzegelen met de zegels van de betrokken partijen, kon de inhoud niet veranderd worden zonder medewerking van alle betrokken partijen en kon ieder op het moment dat bijvoorbeeld schulden vereffend werden de juiste inhoud verifiëren.
Op den duur ontstond de behoefte aan een flexibeler systeem. Om ook tussentijdse controles van de tokens in de bullen mogelijk te maken, tekende men op de buitenzijde van de bulle de hoeveelheid tokens, waarmee een metrologisch systeem ontstond. Dit is teruggevonden in Uruk en andere plaatsen waar de Urukperiode invloed had. Op welk product dit betrekking had, zal duidelijk geweest zijn voor de betrokkenen, maar is nu niet af te leiden. Dit veranderde in Uruk en Susiana door de toevoeging van tekens die aangaven welk product het betrof. Deze innovatie kan als de geboorte van het protoschrift beschouwd worden, want deze tekeningen zijn leesbare symbolen voor begrippen. De noodzaak om tokens in bullen te stoppen verdween daarmee langzamerhand. Een gewoon tablet met daarop de tekens en het aantal ervan met een zegeling van de betrokken partijen volstond. Hoewel het schrift van Uruk en dat van Susiana oorspronkelijk gebaseerd waren op hetzelfde principe, ontwikkelden zich al snel twee verschillende systemen, het proto-spijkerschrift van Uruk IVa en III, en het proto-Elamitisch. Het proto-Elamitisch is nog niet ontcijferd, maar het systeem van Uruk is beter bekend, omdat het elementen bevat die terug zijn te zien in het latere spijkerschrift.

## Ontwikkeling van het spijkerschrift

Ontwikkeling van het spijkerschriftteken SAG (=hoofd), 3000 – 1000 v.Chr.

Het spijkerschrift heeft een hele ontwikkeling doorgemaakt. Aan het eind van het 4e millennium v.Chr. schreef men nog niet door met een stilus (schrijfstok met scherpe hoek) in klei te duwen. De verschillende tekens werden eerder in klei gekrast; ze zien eruit als tekeningen (fases 1 en 2 op illustratie hiernaast). Vanaf het begin van het 3e millennium v.Chr. ging men voor een groot deel van de op dat ogenblik gebruikte schrifttekens een spijkerschriftvariant uitwerken. Eerst draaide men de tekening 90° (fase 3) en dan bootste men de originele schrifttekening na door met een stilus een aantal keren in de klei te duwen. Deze inkepingen in de klei van de stilus zien eruit als spijkers, vandaar de Nederlandse naam: spijkerschrift.
Het assortiment spijkerschrifttekens was niet constant en varieerde plaatselijk. Eerst had elke regio of stadstaat zijn eigen specifieke variant. Uiteindelijk bleven er twee over, die samenvielen met de twee grote politieke entiteiten van Mesopotamië, het Babylonisch (Zuidelijk Mesopotamië) en het Assyrische (Noordelijke Mesopotamië) spijkerschrift.
Het spijkerschrift bestond uit twee types van tekens om getallen en woorden uit te drukken. Aangezien zo'n negentig procent van het proto-spijkerschrift rekeningen betrof, was het numerieke systeem van groot belang. Daarbij waren er zeven verschillende gelijktijdig in gebruik, waaronder een sexagesimaal systeem om onder andere dieren, mensen en gedroogde vis te registreren en een bisexagesimaal systeem voor onder andere graanproducten, kaas en verse vis.

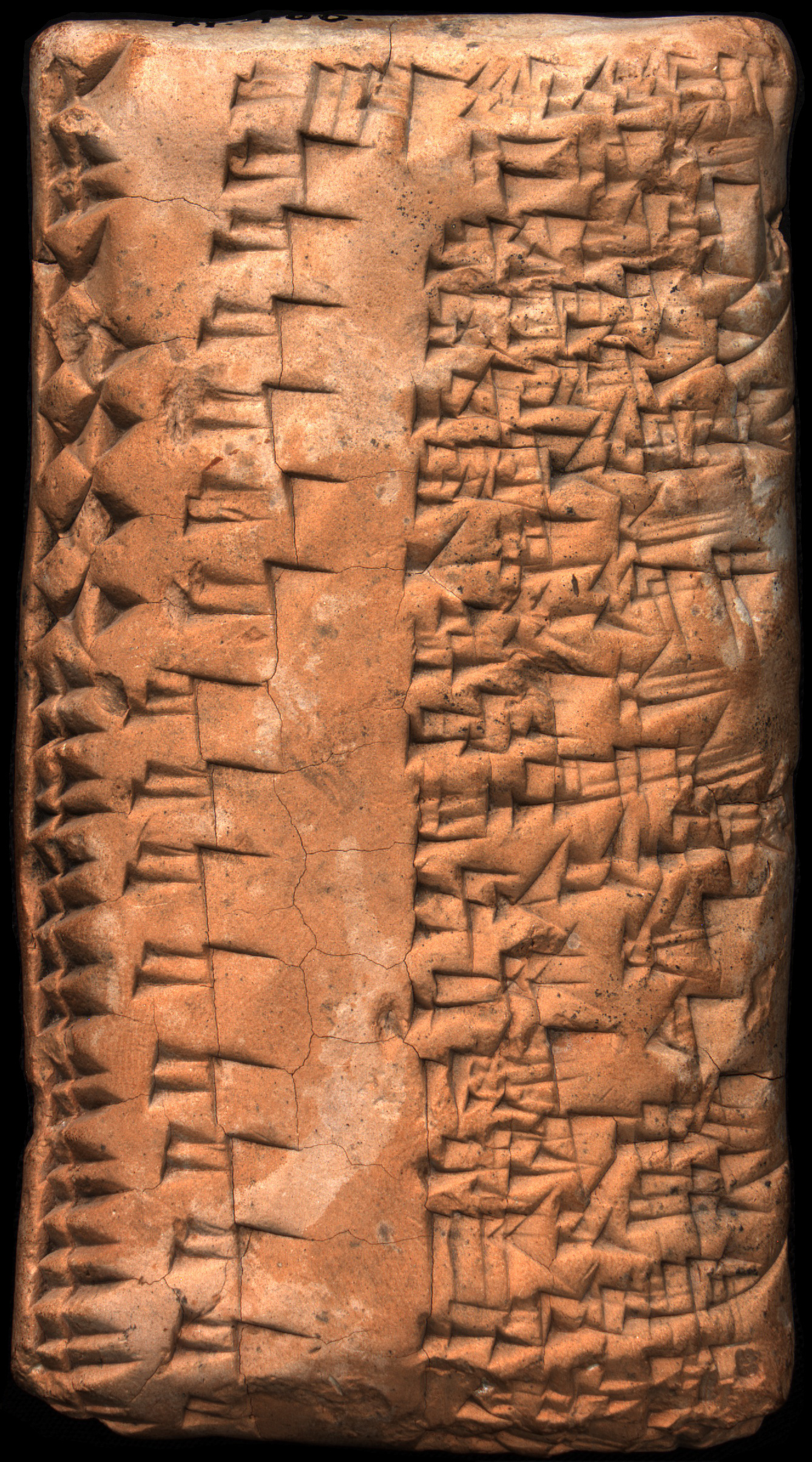
Oud Babylonische spijkerschrifttablet (ca. 17de eeuw v.Chr.) bewaard in de Koninklijke Musea voor Kunst en Geschiedenis, Brussel

Om niet-numerieke zaken uit te beelden, waren er veel meer tekens in gebruik, zo'n 900. Dit waren soms voorstellingen van de objecten of producten, zoals een ossenkop voor een os. Maar in andere gevallen waren voorstellingen volledig arbitrair, zo stelde een schijfje met een kruis erop een schaap voor. Lexicale lijsten bestaande uit benamingen voor beroepen, dieren, planten en objecten, hielpen om schrijvers bekend te maken met de tekens.
Het spijkerschrift is hoofdzakelijk een syllabisch schrift: elk teken staat voor een of in de meeste gevallen voor meerdere lettergrepen. Deels is het ook een logografisch schrift: naast hun syllabische waarde hebben bepaalde tekens nog een of meer woordwaarden. Eén spijker kan zo staan voor de lettergrepen "ba" en "pa", maar daarnaast ook het woord "geven" aanduiden. Bij het lezen van een kleitablet moet de lezer dus op elke plaats in de zin uitmaken welke waarde van het geschreven teken daar van toepassing is.

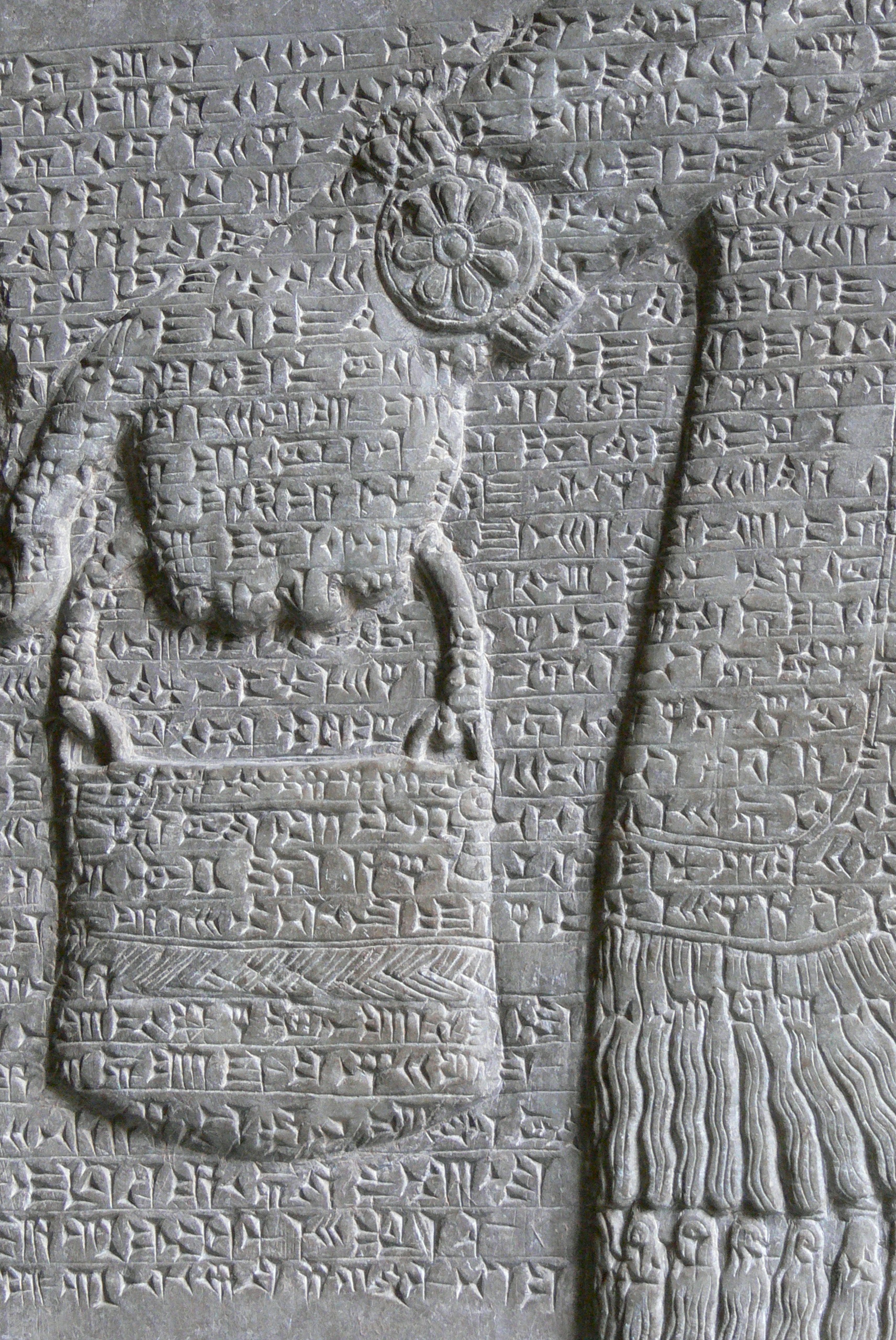
Spijkerschift op een stenen reliëf uit het 1ste millennium v.Chr., Vorderasiatisches Museum, Berlijn

Hoewel de oudste toepassing van het schrift een economische was (ontvangstbewijzen, contracten, enzovoorts), verschenen al rond 2400 v.Chr. de eerste literaire composities. In de loop van het 3e millennium v.Chr. verspreidde het gebruik van het spijkerschrift zich over grote delen van Mesopotamië en Syrië. Andere volkeren namen het schrift over om er in hun eigen taal mee te schrijven. De eersten waren de directe buren van Sumer, zoals Elam met het Elamitisch. Toen Semitische volken deze regio gingen bevolken, namen ook zij het spijkerschrift over. De eersten waren de inwoners van Ebla (Eblaïtisch) en de Oud-Akkadiërs (Akkadisch). Vooral door toedoen van die laatsten, na de inname van Sumer door Sargon de Grote, verspreidde het schrift zich snel via het rijk dat Sargon stichtte. Ook de bekendste volkeren van Mesopotamië, de Babyloniërs en de Assyriërs namen het spijkerschrift over. Zij spraken dialecten van het Akkadisch. Later, rond 1400 v.Chr., kwamen daar ook Indo-Europese talen zoals Hettitisch, Palaisch en Luwisch bij.

### Eerste alfabet in spijkerschrift
Een revolutie in het spijkerschrift voltrok zich in de Syrische kuststad Ugarit. In de 14e eeuw v.Chr. ging men daar hun taal, het Ugaritisch, neerschrijven met een vereenvoudigde vorm van het spijkerschrift. Beïnvloed werd deze ontwikkeling door het daarvoor ontstane en van Egypte naar de Syrisch-Libanese kust meegebrachte Protosinitische en latere Fenicische alfabet. De Ugarieten schreven nog steeds met een rietstengel of stilus in een kleitablet, maar ontwikkelden 31 tekens waarmee alle klanken in hun taal geschreven konden worden, een alfabetisch schrift. In Mesopotamië behield men het klassieke spijkerschrift. In het Assyrische en het Babylonische rijk bleef het ingewikkelde Mesopotamische spijkerschrift nog tot laat in het 1e millennium v.Chr. in gebruik. Ook de Perzen namen naast het Aramese schrift een sterk vereenvoudigde vorm van het spijkerschrift over. De laatste bewaard gebleven teksten zijn van ca. 75 na Chr. Tegen die tijd echter was het alfabetische Aramese schrift allang algemeen in gebruik in het Nabije Oosten. Het was veel eenvoudiger te leren, te lezen en te schrijven.
De volgorde van de letters werd in grote lijnen in het Ugaritische alfabet vastgelegd en in het Fenicische alfabet overgenomen.

## Gevolgen
Gedurende een periode van 3000 jaar schreven de inwoners van Mesopotamië en grote delen van het Oude Nabije Oosten in het spijkerschrift op kleitabletten. Voor zover deze kleitabletten niet opzettelijk vernield werden, hebben ze de tand des tijds vrij goed doorstaan. Het spijkerschrift raakte in onbruik vanwege zijn complexiteit, maar omdat het geschreven werd op kleitabletten, hebben opgravingen van Mesopotamische steden veel meer authentieke geschreven historische bronnen opgeleverd dan bijvoorbeeld die van de Grieken en Romeinen, die op vergankelijker materiaal schreven. Miljoenen kleitabletten zijn sinds ca. 1850 bij archeologische opgravingen aan het licht gekomen. Alle mogelijke facetten van het dagelijkse, religieuze en economische leven van toen zijn zo bewaard gebleven en worden nu bestudeerd door de wetenschap die assyriologie heet.

## Getallen
Van de Soemerisch-Akkadische beschaving is onder meer wiskundige kennis bewaard gebleven. Teksten, tabellen, berekeningen en redeneringen heeft men teruggevonden, ingekrast in kleitabletten. De wijze van schrijven van getallen is niet tientallig (decimaal), maar zestigtallig (sexagesimaal). Zie ook: Babylonische cijfers).
In de hedendaagse culturen zijn sporen te vinden van het zestigtallig stelsel dat al in het Soemerisch werd gebruikt. Denk aan de hoek- en tijdmeting. De indeling van de cirkel in 360 graden is een Soemerisch-Akkadische uitvinding, met name de dierenriem van 12 x 30 booggraden. Ook de dagindeling van 2 x 12 uur danken wij aan hen, plus het uur van 60 minuten en de minuut van 60 seconden.

## Spijkerschrift op de computer
In versie 5.0.0 van de Unicode standaard werd ook een bereik voor spijkerschrift (U+12000-U+123ff) gereserveerd en er zijn ook lettertypen beschikbaar om deze zichtbaar te maken.

## Transcriptie van spijkerschrift
Om de geschreven teksten beter toegankelijk te maken, hebben sumerologen en assyriologen een stelsel afspraken gemaakt om de grote diversiteit aan schrifttekens op een eenduidige wijze weer te geven in Latijns schrift.
Daarbij wordt gebruikgemaakt van een heel stel diakritische tekens, onder- en bovenkast, super- en subscripten enz. die afhangen van de vraag of de tekst puur in het Sumerisch is of in het Akkadisch. In het laatste geval wordt een Semitische taal weergegeven met een schrift dat eigenlijk voor het Sumerisch bedoeld was en dat geeft complicaties.

### Diacrieten en indexgetallen
In een puur Sumerische tekst wordt ieder schriftteken aangegeven in onderkast maar wel voorzien van ofwel een diakritisch teken of een indexgetal als subscript om aan te geven om welk teken het precies gaat.
𒁺 bijvoorbeeld staat voor de lettergreep /du/ en betekent "gaan" of "komen"
𒂃 staat echter ook voor /du/ maar betekent "laten gaan", "loslaten"
In het Sumerisch is het niet ongebruikelijk een heel stel homofone tekens aan te treffen ieder met een eigen betekenis. Er wordt wel gedacht dat dit net als in het Chinees komt omdat het Sumerisch een toontaal was, maar dat valt niet te bewijzen. Om de tekens in transcriptie te kunnen onderscheiden zijn er twee systemen in zwang:
du of du1
dú of du2
dù of du3
du4
enzovoorts
De accenten acúte en gràve geven dus alleen aan op welk teken de transcriptie slaat en hebben geen betrekking op uitspraakverschillen.
Sommige Sumerische tekens staan voor meer dan één lettergreep
𒁰 is dàra of dara3
𒁱 dara4
Indien een spijker geen algemeen erkende nummering heeft, wordt er een subscript x aan gehangen, bijvoorbeeld dax

### Hoofdletters
Veel schrifttekens hebben meer dan één betekenis (polyvalentie). Zo kan hetzelfde teken staan voor "ka" (mond) "kìri"(neus) of "zú" (tand). Als het niet duidelijk is welke lezing de juiste is, schrijft men het teken in hoofdletters, in dit geval als KA.
Ook als het niet bekend is wat de uitspraak van het teken precies is, schrijft men het in hoofdletters.
Hoofdletters worden ook gebruikt om van een x-teken een ongebruikelijke waarde aan te geven. Deze waarde komt dan tussen haakjes te staan na het eigenlijke teken, bijvoorbeeld dax(Á)

### Akkadische of tweetalige teksten
Voor Akkadische teksten gelden andere conventies. In deze teksten komen vaak Sumerische woorden voor ofwel men gebruikt een spijker als logogram (sumerogram) om een heel woord aan te duiden. Met geeft deze gevallen aan met hoofdletters, soms ook kleinkapitalen, of door kleine letters te spatiëren, bijvoorbeeld: w o o r d. De Akkadische elementen worden dan vaak cursief weergegeven.